# Палмертон (Пенсільванія)
Палмертон (англ. Palmerton) — місто (англ. borough) в США, в окрузі Карбон штату Пенсільванія. Населення — 5593 особи (2020).

## Географія
Палмертон розташований за координатами 40°48′13″ пн. ш. 75°37′1″ зх. д. / 40.80361° пн. ш. 75.61694° зх. д. (40.803635, -75.617081).  За даними Бюро перепису населення США в 2010 році місто мало площу 6,57 км², з яких 6,43 км² — суходіл та 0,13 км² — водойми.

## Демографія
Згідно з переписом 2010 року, у селищі мешкало 5414 осіб у 2272 домогосподарствах у складі 1424 родин. Густота населення становила 825 осіб/км².  Було 2436 помешкань (371/км²).
Расовий склад населення:
| - 97,3 % — білих - 0,5 % — чорних або афроамериканців - 0,5 % — азіатів - 0,1 % — корінних американців |

До двох чи більше рас належало 1,1 %. Частка іспаномовних становила 3,9 % від усіх жителів.
За віковим діапазоном населення розподілялося таким чином: 23,3 % — особи молодші 18 років, 62,4 % — особи у віці 18—64 років, 14,3 % — особи у віці 65 років та старші. Медіана віку мешканця становила 38,0 року. На 100 осіб жіночої статі у селищі припадало 93,2 чоловіків;  на 100 жінок у віці від 18 років та старших — 88,6 чоловіків також старших 18 років.
Середній дохід на одне домашнє господарство  становив 53 550 доларів США (медіана — 48 617), а середній дохід на одну сім'ю — 71 173 долари (медіана — 61 990). Медіана доходів становила 41 352 долари для чоловіків та 31 968 доларів для жінок. За межею бідності перебувало 10,5 % осіб, у тому числі 21,3 % дітей у віці до 18 років та 1,6 % осіб у віці 65 років та старших.
Цивільне працевлаштоване населення становило 2689 осіб. Основні галузі зайнятості: освіта, охорона здоров'я та соціальна допомога — 24,5 %, виробництво — 19,0 %, роздрібна торгівля — 14,9 %.